# Calanthe truncicola
Calanthe truncicola är en orkidéart som beskrevs av Rudolf Schlechter. Calanthe truncicola ingår i släktet Calanthe och familjen orkidéer. Inga underarter finns listade i Catalogue of Life.